# Ренальф Файнс
Сер Ренальф Твіслтон-Вікем-Файнс, 5-й баронет OBE (англ. Ranulph Twisleton-Wykeham-Fiennes; народився 7 березня 1944, Віндзор) — британський мандрівник, володар ряду рекордів на витривалість, 1984 році Книгою рекордів Гіннеса названий «найвеличнішим з нині живих мандрівників-дослідників у світі».

## Біографія
Народився через кілька днів після загибелі свого батька в битві під Монте-Кассіно. Серед його родичів Рейф і Джозеф Файнс, менша ступінь споріднення також пов'язує Ренальфа з членами британської королівської сім'ї.
Після війни він виїхав з матір'ю до Південно-Африканського Союзу, де жив до 12 років. Після повернення жив в Вілтширі, закінчив Ітонський коледж, потім записався в армію. Восьмирічну службу почав в полку Королівських шотландських сірих, потім був переведений у 21-й полк Спеціальної повітряної служби, де займався вибуховими роботами. Його службу супроводжували постійні витівки, після останньої він був звільнений з спецназу: 20th Century Fox побудувала потворну греблю для фільму «Доктор Дуліттл» у туристичному селі Кастл Комбі. Шкільний товариш попросив Файнса підірвати греблю, і той використав для цього вибухівку, поцуплену ним на навчаннях. Змову розкрили, і Файннс позбувся 500 фунтів і місця в SAS. Файнс повернувся в свій Шотландський полк, після чого був прикомандирований до султана Омана. Він відзначився при командуванні розвідувальним взводом Маскатського полку в придушенні Дофарського повстання, після чого був нагороджений султаном за хоробрість.
В кінці 1960-х Файнс звільнився з армії і став мандрівником. Брав участь в експедиції до витоків Білого Нілу на судні на повітряній подушці в 1969 році, в наступному році досліджував норвезький льодовик Юстедальсбреен. Можливо найвідомішою експедицією Файнса є Трансглобальна експедиція 1979—1982 років, коли він обійшов Землю по нульовому меридіану і потім по 180-му, побувавши спочатку на Південному, а потім на Північному полюсах. Разом з колегами по 21-му полку SAS Олівером Шепардом і Чарльзом Бертом вони стали першими володарями цього досягнення. У 1992 році експедиція Файнса виявила руїни загубленого міста Ірам в Омані. На наступний рік з дієтологом Майком Страудом він відправився в перший піший перехід через Антарктику, але після трьох місяців переходу вони були змушені викликати рятувальників. У 1996 році він намагався встановити цей рекорд, беручи участь в кампанії благодійного Товариства проти раку молочної залози.
У 2000 році Файнс намагався підкорити в одиночному переході Північний полюс, але зазнав невдачі, коли сани провалилися під лід. Витягуючи їх, він обморозив верхні фаланги всіх пальців лівої руки, і їх через декілька місяців потрібно було ампутувати для загоєння ран. Не витримавши болю, Файннс відпиляв їх. Восени 2003 року, всього через 4 місяці після інфаркту і подвійної операції по шунтуванню серця, Ренальф взяв участь у благодійному заході «Land Rover 7x7x7 Challenge», пробігши за 7 днів 7 марафонів в семи частинах світу. У лютому 2004 року від раку померла дружина Ренальфа, Вірджинія (Джіні) Пеппер. У 1970 році вони одружилися, і Джіні підтримувала чоловіка в його екстремальних починаннях. За цю підтримку вона стала єдиною жінкою, яка отримала Полярну медаль. Сам Ренальф є одним з небагатьох володарів не лише цієї медалі, але і планки до неї. Через рік після смерті першої дружини Файннс одружився з наїздницею Луїзою Міллінгтон.
Незважаючи на боязнь висоти, займається альпінізмом. У 2007 році він зійшов на Ейгер, зібравши 1,5 мільйона фунтів для Фонду Марії Кюрі. У травні 2008 року Ранульф намагався стати найстарішим британцем, які підкорили Еверест, але недалеко від мети був змушений почати спуск через проблеми з серцем і запаморочення. Однак через рік він дістався до вершини. В даний час Файннс бере участь у ветеранських марафонських змаганнях.
Політично активний, в 2004 році балотувався в Європарламент від Сільської партії. Він є членом Лібертаріанської Вільної асоціації, підтримує Партію незалежності в її євроскептицизмі.
Написав 19 книг, як документальних на тему подорожей, так і пригодницьких романів. Серед перших — біографія Роберта Скотта, з захистом репутації співвітчизника. Найпомітнішим романом став «The Feather Men» 1991 року, за яким через 20 років був знятий фільм «Професіонал». Файннс також знімався в передачі «Top Dogs: Adventures in War, Sea and Ice» на BBC.